# Monte Ferone
Il monte Ferone - Ferù in dialetto camuno - è una montagna delle Alpi Retiche meridionali alta 2.409 m s.l.m. Fa parte del gruppo dell'Adamello.
Il monte, visibile dalla media Val Camonica, si trova a sud della valle di Braone, tra i comuni di Braone e Niardo, ed è compreso tra il corno di Cadinello e il monte Stabio (2546).